# ウルトラカー
ウルトラカー株式会社（Ultracker Technology Company Limited）は、台湾のセキュリティ機器開発・製造メーカーで、同社のDVRはH.264圧縮やSXGA解像度やDVI端子などをサポートし、高解像度の優れたセキュリティ監視システムを提供している。また同社はザイリンクス(Xilinx)のFPGA設計ができるエンジニア集団で、様々なニーズにも対応可能なメーカーである。

## 概要
2006年：セキュリティ情報サイトASMAG.COMのマーケティング記事で、同社は台湾国内でDVRを独自開発が出来るメーカー4、5社のうちの1社である事を記事にした。
2007年：ホットスワップSATA DVRデザインによって、同社は台湾で特許（証明書番号M312868）を取得した。
2008年：ボスインターナショナル社は日本国内協力会社になった。

## 主な製品
- ハードディスクレコーダー (H.264 DVR)
- PTZコントローラ (Speed Dome Controller)
- レイド (RAID, Redundant Arrays of Independent Disks)
- 監視カメラ (H.264 IP Camera)